# Hermatobates
Hermatobatidae
Famille
Genre
Hermatobates est un genre d'insectes semi-aquatiques de l'ordre des Hémiptères et du sous-ordre des Hétéroptères (punaises). Il constitue à lui seul la famille des Hermatobatidae, avec une douzaine d'espèces connues, associées aux récifs coralliens.

## Description
Insectes semi-aquatiques, à antennes développées, aptères, au pronotum très court, laissant visibles le mésonotum et le métanotum. La tête est plus courte que large et verticale, ce qui les distingue des Mesoveliidae (chez qui elle est plus longue que large et horizontale). Les tarses ont trois articles (ce qui les distingue des Gerridae, qui en ont deux). Les griffes des tarses antérieurs sont subapicales, alors que celles des tarses médians et postérieurs sont apicales. Les pattes antérieures sont fortes, et les pattes médianes et postérieures plus fines. L'abdomen est très court.
La structure des pattes antérieures des mâles ont longtemps été utilisées comme critère de distinction des espèces, mais il a ensuite été montré qu'elles pouvaient présenter une certaine variabilité.

## Biologie
Ces espèces vivent sur les récifs coralliens, obligatoirement associées à l'eau de mer, et appartiennent au neuston. Elles visitent les zones découvertes à marée basse, et à marée haute, se retirent dans des cavités de supports immergés.
Les espèces du genre Hermatobates sont des prédateurs carnivores.

## Systématique
Le premier Hermatobates, Hermatobates haddonii, décrit en 1892 par le naturaliste britannique George Herbert Carpenter (d) (1865-1939), a d'abord été classé dans les Gerridae.
En 1901, Henri Coutière et J. Martin reprennent cette classification en lui établissant une sous-famille propre, les Hermatobatinae. Dès 1960, l'appartenance aux Gerridae est contestée, et en 1965, l'entomologiste français Raymond Alfred Poisson (d) (1895-1973) en fait une famille à part entière qui est reconnue depuis par la plupart des entomologistes.
La position phylogénétique de ce genre et de cette famille n'est pas encore claire. Ils ont été placés soit à la base des Gerroidea, soit dans un clade commun aux Hydrometridae ainsi qu'aux Hebridae.

## Liste d'espèces
Les espèces connues sont les suivantes, mais la systématique est encore instable, :
- Hermatobates armatus Andersen & Weir, 2000 (Îles Chesterfield)
- Hermatobates bredini Herring, 1965 (Amérique centrale, Caraïbes)
- Hermatobates djiboutensis Coutière & Martin, 1901 (Ouest de l'Océan Indien)
- Hermatobates haddoni Carpenter, 1892, espèce-type du genre (Australie)
- Hermatobates hawaiiensis China, 1957[8] (Hawaï)
- Hermatobates kula J. Polhemus & D. Polhemus, 2006 (endémique des archipels de l'Est de la Nouvelle-Guinée)
- Hermatobates lingyangjiaoensis Luo, Chen, Wang & Xie, 2019[9] (Chine)
- Hermatobates marchei Coutière & Martin, 1901 (des Philippines jusqu'au Nord de la Nouvelle-Guinée)
- Hermatobates palmyra J. Polhemus & D. Polhemus, 2012 (Est du Pacifique tropical)
- Hermatobates schuhi J. Polhemus & D. Polhemus, 2012 (Ryukyu)
- Hermatobates singaporensis Cheng, 1976[10] (Singapour)
- Hermatobates tiarae Herring, 1965 (Est du Pacifique tropical)
- Hermatobates weddi China, 1957 (de la côté Ouest de l'Australie jusqu'aux îles Fidji, Tonga et Samoa)

## Publications originales
- Famille des Hermatobatidae :
  - R. A. Poisson, « Catalogue des Insectes Hétéroptères Gerridae Leach, 1807, africano-malagaches », Bulletin de l'Institut français d'Afrique noire, Dakar, a, vol. 27,‎ 1965, p. 1466-1503 (ISSN 0399-080X).
- Sous-famille des Hermatobatinae :
  - H. Coutière et J. Martin, « Sur une nouvelle sous-famille d'Hémiptères marins, les Hermatobatinae », Comptes rendus de l’Académie des sciences, Paris, Académie des sciences, inconnu et Gauthier-Villars, vol. 132,‎ 1901, p. 1066-1068 (ISSN 0249-6321, 2419-7610, 0001-4036 et 2419-6304, OCLC 07029828 et 1124612, BNF 34348108, lire en ligne).
- Genre Hermatobates :
  - (en) George H. Carpenter, « Reports on the zoological collections made in Torres Straits by Professor A.C. Haddon, 1888-1889. Rhynchota from Murray Island and Mabuiag », The scientific proceedings of the Royal Dublin Society, vol. 7,‎ 1892, p. 137-146 (ISSN 0371-2303, OCLC 32559144, BNF 32866023, lire en ligne).